# LitPol Link

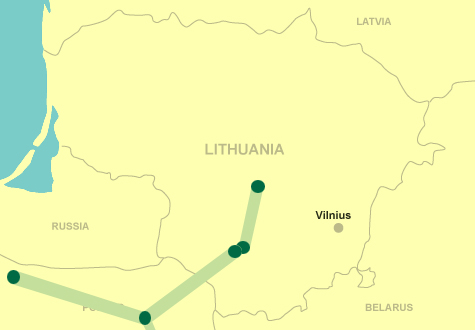
„LitPol Link“

LitPol Link ist eine zweikreisige Drehstromleitung zwischen Litauen und Polen mit einer Kapazität von 500 MW, die auf 1000 MW erhöht werden kann. Sie verbindet das Stromnetz Litauens mit dem Polens. Sie ist in Alytus über eine HGÜ-Kurzkupplung mit dem litauischen Stromnetz verknüpft und wurde etwa zehn Jahre lang diskutiert.
LitPol Link wurde von PSE und Litgrid mit gleichen Anteilen gegründet. Das Unternehmen hat seinen Sitz in Warschau.

## Geschichte
Im Jahr 2000 vereinbarten die Europäische Kommission und die EBWE die Finanzierung einer Machbarkeitsstudie für die Übertragungsverbindung zwischen Polen und Litauen. Die Studie wurde im September 2002 abgeschlossen. Am 29. September 2006 unterzeichneten der polnische Präsident Lech Kaczyński und der litauische Präsident Valdas Adamkus bei ihrem Treffen in Warschau eine gemeinsame Erklärung zum gemeinsamen Stromnetzprojekt. Mit dem Ziel, eine 400-kV-Freileitung zwischen Ełk und Łomża zu bauen, unterzeichnete PSE am 12. September 2011 einen Vertrag mit dem polnischen Bauunternehmen PBE ELBUD Group. Anfang 2013 vergab der litauische Übertragungsnetzbetreiber Litgrid an die ABB Group einen Auftrag im Wert von 110 Millionen US-Dollar für die Lieferung und Installation der ersten HGÜ-Umrichterstation in der Nähe von Alytus, Litauen.
Im Dezember 2015 wurde „LitPol Link“ feierlich eröffnet. Seit der Stilllegung des Kernkraftwerks Ignalina war Litauen von russischen Importen abhängig. Die 400-kV-Freileitung führt von der HGÜ-Kurzkupplung Alytus beim litauischen Kruonis bis zum polnischen Umspannwerk Elk Bis. Von den insgesamt 163 km Leitung liegen 112 km in Polen und 51 km in Litauen.
Zwischen 2015 und 2025 wurde die Leitung an die HGÜ-Back-to-back-Konverterstation in Alytus angeschlossen, die 600 Meter südwestlich des bestehenden 330-kV-Umspannwerks liegt. Sie verfügte über zwei Konverter mit einer Übertragungsleistung von jeweils 500 MW. Die Anlage ist 200 Meter lang und 170 Meter breit.  Nach der Synchronisierung mit CESA wird die Leitung an die Transformatoren angeschlossen und arbeitet im Synchronbetrieb.
Ab 2030 soll Harmony Link die Leitung ergänzen.